# Gymnoscelis nephelota
Gymnoscelis nephelota là một loài bướm đêm trong họ Geometridae.